# 0 por M+
#0 por M+ fue un canal de televisión por suscripción español, propiedad de Telefónica, que emitió en exclusiva en la plataforma Movistar Plus+, del que era su canal generalista de referencia. Inició sus emisiones el 1 de febrero de 2016 en sustitución de Canal+, con el que mantuvo una temática y programación similar, aunque con el lanzamiento de #Vamos se eliminó el contenido deportivo.
El 1 de agosto de 2023 este canal fue sustituido por Movistar Plus+.

## Historia
Tras la adquisición de la plataforma satélite Canal+, por parte de Telefónica a Prisa, la sustitución de la marca Canal+, vino encuadrada dentro de la transición hacia la nueva denominación, de los canales propios de la plataforma resultante, Movistar+.
El 1 de diciembre de 2015, se anunció el cese del canal premium Canal+, para dar paso a un nuevo canal de la misma temática, denominado «#0». El 30 de diciembre de 2015, Movistar+ anunció que sus emisiones arrancarían el 1 de febrero de 2016, contando para el lanzamiento de este nuevo canal, con fichajes como Andreu Buenafuente, Eva Hache o Raquel Sánchez Silva.
A las 20:30 horas del 1 de febrero de 2016, daban inicio las emisiones del nuevo canal #0, tras una cuenta atrás en la que su canal predecesor Canal+, que cesaba sus emisiones (1990-2016), daba la bienvenida a #0.
De 2017 a 2022 emitía en directo la gala de Premios Iris, galardones anuales de la Academia de las Ciencias y las Artes de Televisión, para toda España.
El 19 de enero de 2022, Movistar+ cambió de nombre a Movistar Plus+, cambio que contrajo una nueva denominación en sus canales propios y una nueva identidad visual. El canal pasó a denominarse #0 por Movistar Plus+.
En julio de 2023, se anunció que #0, junto con otros canales de Movistar Plus+, desaparecería de la plataforma y cesaría sus emisiones el 1 de agosto. Finalmente, ese día a las 05:50, el canal finalizó sus emisiones definitivamente. A la mañana siguiente, fue reemplazado por el canal Movistar Plus+, que comenzó sus emisiones en pruebas.

## Disponibilidad
En España, el canal estaba disponible en exclusiva en Movistar Plus+ en el dial 7, en alta definición para clientes de fibra y satélite, y en definición estándar para clientes de ADSL. También estaba disponible como canal de emisión lineal en el servicio de video bajo demanda, para clientes de Fusión como de Movistar Plus+ Lite.
En Andorra, estaba disponible en SomTV en el dial 1 en alta definición. También estaba disponible como canal de emisión lineal en el servicio de vídeo bajo demanda.

## Programación
Ver Anexo:Producciones originales de 0 por Movistar Plus+.

## Presentadores
- Andreu Buenafuente
- Emilio Aragón
- David Broncano
- Javier Cansado
- Pepe Colubi
- Mercedes Milá
- Jon Sistiaga
- Ángel Martín
- Miki Nadal
- Juanma Castaño
- Dani Rovira
- Dani Martínez
- Candela Peña

## Derechos deportivos hasta la creación de#Vamos
- Futbol
  -  Premier League
  -  Bundesliga
- Baloncesto
  -  NBA
  -  Liga Endesa
  -  Copa del Rey de Baloncesto
  -  Supercopa Endesa
- Motor
  -  500 Millas de Indianápolis

## Logotipos

2016 - 2022
2022 - 2023